# Fiuminata
Fiuminata és una comune (municipi) de la província de Macerata a la regió italiana de les Marques, situat a uns 70 quilòmetres al sud-oest d'Ancona i a uns 45 quilòmetres al sud-oest de Macerata. La seu municipal es troba a la frazione de Massa.
Fiuminata limita amb els municipis següents: Castelraimondo, Esanatoglia, Fabriano, Matelica, Nocera Umbra, Pioraco, Sefro, Serravalle di Chienti.
Entre les esglésies de la ciutat hi ha:
- SS Carlo e Martino alla Forcatura di Caneggia
- San Paolo di Orpiano
- Santa Maria Assunta a Massa
- Santa Maria della Spina a Poggio
- Santa Maria di Laverino, Fiuminata
- San Giovanni Battista a Castello, Fiuminata
- Santuario della Beata Vergine di Valcora|Santuari de la Beata Vergine de Valcora

El 2014 l'alcalde era Vincenzo Felicioli.